# THE LEGEND (佐野元春のアルバム)
『THE LEGEND - Early days of Motoharu Sano』（ザ・レジェンド アーリーデイズ・オブ・モトハル・サノ）は、2003年1月1日にEpic Recordsから発売された佐野元春のベスト・アルバム。

## 概要
佐野が当時所属ていたレーベルのエピックレコードジャパンが創立25周年を記念して、BARBEE BOYS、大江千里、大沢誉志幸、THE STREET SLIDERSなどエピックに当時所属したアーティスト11組の楽曲を「THE LEGEND」シリーズとして、完全生産限定盤という形で制作されたレーベル主導のベスト・アルバムだが、「ありふれた企画盤にはしたくない」という佐野の意向で、本人が選曲とリマスタリングを担当し、佐野が1980年代に発表された楽曲で構成されている。

## 収録曲
| 全作詞・作曲: 佐野元春。 |                                                                                     |          |            |      |
| #                        | タイトル                                                                            | 作詞     | 作曲・編曲 | 時間 |
| 1.                       | 「アンジェリーナ」(20thアニバーサリーremixed ver.)                                  | 佐野元春 | 佐野元春   | 4:00 |
| 2.                       | 「ソー・ヤング」                                                                    | 佐野元春 | 佐野元春   | 2:59 |
| 3.                       | 「ガラスのジェネレーション」                                                        | 佐野元春 | 佐野元春   | 3:33 |
| 4.                       | 「悲しきレイディオ」                                                                | 佐野元春 | 佐野元春   | 4:13 |
| 5.                       | 「情けない週末」                                                                    | 佐野元春 | 佐野元春   | 4:54 |
| 6.                       | 「ダウンタウン・ボーイ」(Someday Collector's Edition Remixed Ver.)                  | 佐野元春 | 佐野元春   | 3:49 |
| 7.                       | 「スターダスト・キッズ」                                                            | 佐野元春 | 佐野元春   | 2:58 |
| 8.                       | 「シュガータイム」                                                                  | 佐野元春 | 佐野元春   | 4:14 |
| 9.                       | 「ハッピーマン」                                                                    | 佐野元春 | 佐野元春   | 3:46 |
| 10.                      | 「ロックンロール・ナイト」                                                          | 佐野元春 | 佐野元春   | 8:29 |
| 11.                      | 「サムデイ」                                                                        | 佐野元春 | 佐野元春   | 5:22 |
| 12.                      | 「グッドバイからはじめよう」                                                        | 佐野元春 | 佐野元春   | 3:19 |
| 13.                      | 「ヤングブラッズ」(7' シングルバージョン)                                           | 佐野元春 | 佐野元春   | 4:02 |
| 14.                      | 「ワイルド・ハーツ -冒険者たち」                                                    | 佐野元春 | 佐野元春   | 3:46 |
| 15.                      | 「クリスマス・タイム・イン・ブルー -聖なる夜に口笛吹いて-」(12' シングルバージョン) | 佐野元春 | 佐野元春   | 4:21 |
| 16.                      | 「約束の橋」(7' シングルバージョン)                                                 | 佐野元春 | 佐野元春   | 4:16 |
| 合計時間:                | 合計時間:                                                                           | 68:01    |            |      |